# 汪惟正
汪惟正（1242年—1285年），字公理，巩昌府盐川镇（今甘肃省漳县）人，元朝政治人物。

## 生平
父汪德臣死后，继任巩昌府便宜都总帅。支持忽必烈即位。1271年，取代汪良臣主持四川对南宋作战事务。1277年，在六盘山平定土鲁叛乱。1280年，为中书省左丞，行秦蜀中书省事，在四川分省。1285年，为陕西行省左丞。同年去世。

## 家族
祖父汪世显。父汪德臣。次子汪寿昌。

## 延伸阅读
[在维基数据编辑]
 《新元史/卷142》，出自柯劭忞《新元史》